# جون دوغلاس (لاعب كرة قدم أمريكية)
جون دوغلاس (بالإنجليزية: John Douglas)‏ هو لاعب كرة قدم أمريكية أمريكي، ولد في 12 يناير 1945 في فورت وورث في الولايات المتحدة، وتوفي في 5 أبريل 2005 في هورست في الولايات المتحدة.

## وصلات خارجية
- جون دوغلاس على موقع مرجع كرة القدم المحترفة.كوم (الإنجليزية)
- جون دوغلاس على موقع JustSportsStats.com (الإنجليزية)